# 俠盜獵車手：聖安地列斯角色列表
這裡是俠盜獵車手：聖安地列斯的角色列表，列出了俠盜獵車手：聖安地列斯中所有的角色。

## 主要人物
- 卡爾·約翰遜 Carl·Johnson

遊戲中玩家控制的主角，生於1968年，斯威特、坎德爾的弟弟，布萊恩的哥哥，貝弗莉的次子，葛羅夫街家族幫派的高層人物之一，綽號＂CJ＂，也是一名「殺人犯」，五年前因為弟弟布萊恩的死，選擇前往自由城逃避責任。曾為里昂家族的教父薩爾瓦多的兒子喬伊做偷車賊。在一次搶劫中不小心把無辜的人也給殺了。五年後因參加母親的喪禮而回到洛聖都。卡爾雖為一名「殺人犯」，但其本性不壞，只想靠自己的努力去賺小錢。而且與以往俠盜獵車手的主角不同的是其並非為冷血之人。該角色是由美國西岸饒舌歌手Young Maylay所配音。
- 肖恩·約翰遜 Sean·Johnson

卡爾、坎德爾、布萊恩的哥哥，貝弗莉的長子，綽號＂斯威特＂。生於1966年，葛洛夫街家族幫派的首領，因弟弟布萊恩的死而怪責卡爾，並要求卡爾離開洛聖都，卡爾離開後，他獨力繼續把持葛羅夫街幫，以及照顧家庭及鄰居，遊戲中段斯莫克和萊德爾會出走叛逃，斯威特在巴勒幫的一場火拼中負傷和卡爾被警方拘捕，本來會被終身監禁，但後段在托雷諾的協助下獲得釋放，並與卡爾重振葛洛夫街。雖然為幫派首領，但其堅持一點 —— 幫派成員絕不能吸毒，更不能參與販毒。
- 坎德爾·约翰遜 Kendl·Johnson

卡爾、布萊恩的姐姐，斯威特的妹妹，貝弗莉的長女，頭腦清晰，在隨流亡的弟弟卡爾到聖輝洛的時候，靠自己的頭腦重建廢棄倉庫。其男友為塞薩爾·維爾潘多，他是拉斯-阿茲塔卡斯-瓦里奧斯幫的成員之一。
- 梅爾文·哈里斯 Melvin·Harris

在遊戲劇情前段他是葛羅夫街家族幫派的高層人物之一，綽號＂大煙哥\斯莫克＂，卡爾的發小。曾接受过高等教育，疑似基督教徒。身形肥胖，其食量非常驚人，在卡爾離開洛聖都期間為了復興幫派曾向斯威特提議販毒，但後者堅決拒絕販毒行為。處於無奈被巴勒幫的線人拉著做了下水販子，期間和萊德爾販毒都是對斯威特隱瞞。卡爾歸來後和哥哥斯威特不同，對卡爾意外的友好。其後和萊德爾連同湯普尼的“流氓警察集團”與敵對幫派巴拉斯幫勾結，卡爾流亡後成了OG LOC的經紀人。在最後的結局中，於毒品工場遭卡爾射殺。死前向卡爾坦白自己是因被金錢和權利沖昏了頭腦而背叛家族。
- 蘭斯·威爾遜 Lance·Wilson

在遊戲劇情前段他是葛洛夫街家族幫派的高層人物之一，綽號＂萊德爾＂，卡爾的發小。身材矮小，有嚴重毒癮，傲嬌，高中時因為毆打了認為是象徵巴勒幫的紫色衣服的老師而被輟學，並自稱天才。其後和斯莫克連同湯普尼的“流氓警察集團”與敵對幫派巴拉斯幫勾結，及後卡爾在任務“69號港口”中的海上追逐行動中把他射死。
- 傑佛瑞·克洛斯 Jeffrey·Cross

業餘歌手，綽號＂瘋·黑·原·人＂（OG LOC），曾委托卡爾把瘋狗多克的樂譜偷掉及殺害其經紀人，但後來卡爾與瘋狗多克成為好友，並與其反目，最後傑佛瑞甚至遭到自己的經理人的起訴。雖然很想取代瘋狗多克成為一個有名的饒舌歌手，但其天份卻奇差無比。許多人對其的音樂均表示無法接受。
- 馬德·多克（藝名瘋狗多克） Madd Dogg

洛聖都最有名的饒舌歌手，其職業因卡爾幫助傑佛瑞的陰謀而被毀，他在拉斯雲組華的賭場輸錢後，企圖跳樓自殺，最後主角將他救回，同時卡爾成為瘋狗的經紀人，並且與卡爾聯手結束瘋·黑·原·人演藝事業。1993年，他獲得金唱片獎。
- 塞薩爾·維爾潘多 Cesar Vialpando

坎德爾的男友，墨西哥裔幫派拉斯-阿茲塔卡斯-瓦里奧斯幫的一員，曾協助卡爾及葛洛夫家族。凱塔丽娜的表弟，将其介绍给卡尔共事。在卡尔买下位于圣辉洛WANG CAR车行时，与卡爾到处偷车，这些偷来的车是用来在车行售卖。在卡尔流亡期间，自己的帮派地盘也遭维戈斯帮占领。后来卡尔也帮他抢回地盘。
- 弗蘭克·湯普尼警官 Officer Frank Tenpenny

本遊戲最終反派，洛聖都警方的腐敗警員之一，與同事普拉斯基和赫南德斯組成“流氓警察集團”，而他本人是該集團的首腦。湯普尼對卡爾一直懷有加害之心，但因想對卡爾加以利用而未將之置諸死地，并以此胁迫卡尔帮他“干脏活”。湯普尼在最後的结局的汽車追逐中駕駛消防車，並最終在葛羅夫街的高架橋失控墜下，失血過多身亡。
- 艾迪·普拉斯基警官 Officer Eddie Pulaski

洛聖都警方的腐敗警員之一，波蘭裔，與湯普尼同是“流氓警察集團”成員之一，原名爱德華，在任務＂正午危機＂中殺害向當局告密的同伴赫南德斯後被卡爾射死，臨死前他問卡爾: "我可以幹你姊姊嗎? "话音刚落便被卡尔一脚踩死。
- 吉米·赫南德斯警官 Officer Jimmy Hernandez

洛聖都警方的腐敗警員之一，拉丁裔，與湯普尼同是“流氓警察集團”成員之一，不過他本性是善良的，在湯普尼的慫恿下，殺了同事潘多布瑞，後他因向當局舉報同事湯普尼和普拉斯基的醜聞而之後遭湯普尼打昏，卡爾被湯普尼要求將其掩埋，他在卡爾挖洞時想突襲在旁監督的普拉斯基，然而並未成功，遭普拉斯基槍殺掉入洞內身亡。
- 特鲁斯 （真理者）The Truth

聖輝洛的老年嬉皮，在斯威特被捕與卡爾流亡期間，於廢地有一大麻農田，卡爾曾協助他搶一輛收割機，被警方發現大麻田後又協助毀滅證據，在卡爾購買了私人機場後，他又要求卡爾到69區軍事基地偷取個人飛行器，又在守衛森嚴的軍方列車上搶走"綠色物質"。
- 穆伍茲 （吳梓穆）Wu Zi Mu (Woozie)

華人三合會分支山雲幫的當家，通稱「伍茲」。以聖輝洛的唐人街為據點，在拉斯文加斯擁有「四龍賭場」，與黑手黨操控的卡利古拉宮殿賭場是死對頭。自身雖為盲人，但有著超感官，在一次與卡爾玩遊戲機時贏了卡爾，除此之外还能開車和開槍，但其本人称在水中其感官将無用武之地。游戏后期，吳梓木為了搶劫卡古利拉宮殿賭場，便與卡爾和基羅等人策劃驚天大計，就如電影《盜海豪情》的情節一般偷取運鈔車和開路用的警用摩托車，還吩咐卡爾去追求賭場女員工米利，以取得赌场钥匙卡，最後在卡爾與基羅的協助下，成功潛入該賭場金庫並偷走鉅款。
- 基羅 Zero

聖輝洛無線電及電子愛好者，並擁有一遙控模型店，而死對頭是貝克利，他不甘基羅在一個科學比賽中勝出，曾以多架載有炸彈的遙控飛機試圖炸毀基羅的無線設備，幸得卡爾的協助，以貝克利的遙控飛機反擊，最後與貝克利在模型比武中，卡爾與基羅合力擊敗貝克利，使他永遠離開聖輝洛。
- 吉斯·B Jizzy B.

皮條客，與托雷諾和門德斯組成了「洛可辛迪加」，在聖輝洛擁有一成人娛樂場所，他在任務“專業殺手”中遭卡爾射殺。
- 麥克·托雷諾 Mike Toreno

洛可辛迪加的頭目，表面上是一名毒販，與吉斯和門德斯是一夥人，真實身分為政府特務，並以協助釋放被關押的斯威特為條件，要求卡爾協助其粉碎敵國的陰謀，包括學習駕駛飛機，潛入航空母艦竊取戰機以摧毀敵國間諜船，托雷諾在告知卡爾兄長被釋放的喜訊後，便自遊戲中消失。
- 丁骨·門德斯 （牛排T·門德斯）T-Bone Mendez

與吉斯和麥克一夥，洛可辛迪加的打手，紅蟻幫的首領。專門負責清除叛徒和為麥克的毒品尋找市場。他在一次對洛可辛迪加和萊德爾進行的圍堵行動中（任务 69号码头）被卡爾和塞薩射殺。
- 肯·羅森堡 Ken Rosenberg

在洛聖都，肯·羅森堡是卡利古拉宮殿賭場有名無實的管理人。賭場由里昂、森達科和佛萊迪三大家族分持股份，而只要任何一個家族攻擊另一個家族，被攻擊的家族就會殺害肯。他的助手有馬可、肯特·保羅及一隻名為唐尼的鸚鵡。在俠盜獵車手:罪惡之都，他擔任主角湯米的律師,同时在俠盜獵車手:罪惡之都结局后也被人抓包考取律师时作弊而被取消执照，自此他因为吸毒过度而被汤米赶到圣安地列斯的戒毒所。然而他戒毒成功后，汤米也与他断绝来往。
- 然發里 （李然發）Ran Fa Li

聖輝洛三合會分支紅壁虎幫的當家，雖是一個啞巴，但和吴梓木關係身份要好，首次登場於任務“然發里”。
- 蘇希木 Su Xi Mu

聖輝洛三合會的成员，出場次數不多，和藍發里、吴梓木是好友。
- 貝弗莉•·詹森 Beverly Johnson

卡爾、斯威特、肯德爾、布萊恩的母親，葛洛夫家族的成員之一。在聖安地列斯裡被巴勒幫派的人員所謀殺，被斯威特和卡爾提到過。
- 布莱恩•·詹森Brian Johnson

卡爾、斯威特、肯德爾的弟弟，貝弗莉的次子之一，葛洛夫家族的成員之一。1987年在守護地盤的時候疑似被巴拉斯幫派给殺死，並未在此遊戲中露面，被斯威特、卡爾提到過。
- 強尼•森達科 Johnny Sindacco

星達克家族領導保利•森達科的兄弟，在聖安地列斯開了一家肉鋪店。曾經在四龍賭場流通由其家族製造的假籌碼，之後在任务＂逼供奇招＂中被卡爾將其綁在汽車的擋風玻璃並以高速及逆線行車恐嚇其供出假籌碼的主謀。經歷此事後因過度驚嚇而心臟病發需要留院。後因為在任務＂肉食加工厂＂中見到了卡爾而受到驚嚇，在肉廠裡因心臟病而死亡。

### 卡爾•·詹森可结交的女友
- 丹尼絲•羅賓遜 Denise Robinson

遊戲中卡爾會結識的女友之一，卡爾在任務“燃燒的慾望”中把她從火海中救出，而她的家在卡爾的家隔鄰。對主角體型無要求，喜歡飆車。下午4點到早上6點有空，喜愛的餐廳是酒吧。她和主角一起駕車出行到敵對幫派的地盤時，會開烏茲機關槍掃射敵人。好感度達到50%以後，可以駕駛她家門口的皮條客車。好感度達到100%可以獲得“皮條客”服裝。
- 凱特琳娜 Catalina

遊戲中卡爾會結識的女友之一，在任務“第一次約會”中初次登場。她是卡爾的姐夫塞薩爾·維阿潘多的表姐，住在羊齒山的一個小木屋裡，經塞薩爾介紹與卡爾結識。玩家可以在她家附近找到一把鏟子，或是駕駛她的汽車。她和卡爾合謀搶劫了紅縣的加油站、酒精商店、彩票站和銀行，在此期間性虐待卡爾一次。玩家無法培養她的好感度，在如上四個任務結束后凱特琳娜愛上了俠盜獵車手III的主角克勞德，並對卡爾進行挑釁。卡爾與克勞德賽車，戰勝克勞德後，她與卡爾分手，送給卡爾一個位於聖輝洛的車庫後與克勞德前往自由城。遊戲主線任務結束後，卡爾會接到凱特琳娜故意在與克勞德性愛時打來的騷擾電話。
- 米利•培金斯 Millie Perkins

遊戲中卡爾會結識的女友之一，在任務“打開她心中的鑰匙”中初次登場。她是卡利古拉宮殿賭場的員工之一，擁有SM的癖好，卡爾為了取得賭場的安全卡而與她認識。玩家可選擇與她培養好感度換取安全卡或是直接殺死她搶走她的安全卡。喜愛性感的肌肉男，不喜歡飆車。中午12點以後有空，喜愛的餐廳是西餐廳。好感度達到35%左右能得到鑰匙卡。 50%左右可以駕駛她家門口的粉紅色汽車“Pink Club”。達到100%好感度能夠得到賭場製服。穿著辮條裝去找她，即可不做約會事項直接提高好感度。
- 海倫娜•溫克施坦因 Helena Wankstein

卡爾可結識的女友之一，玩家可以在藍莓鎮武器店的屋頂陽台結識她。喜愛中等身材的性感男人，不喜歡飆車。早上8點至中午12點以及下午2點到凌晨2點有空，喜愛的餐廳是西餐廳。結識她以後，她的農場會出現一輛自製越野車“Bandito”，同時可以在她家倉庫中找到火焰噴射器，鏈鋸，燃燒瓶，手槍四種武器。
- 米西爾•夏納 Michelle Cannes

車房技工，居住在聖輝洛，喜愛肥胖的男人，喜歡飆車。玩家可以在聖輝洛駕校飲水機旁結識她。凌晨至中午12點有時間，喜愛的餐廳是酒吧。結識她以後，可以在她的車房免費修車。好感度達到50%以後，可以駕駛車庫旁邊的大腳車“Monster Truck”，達到100%以後可得賽車服。
- 張凱迪 Katie Zhan

聖輝洛的醫院女護士，居住在聖輝洛，喜愛性感的肌肉男，不喜歡飆車。玩家可以在聖輝洛眼鏡蛇武館南邊的高爾夫球場結識她。中午12點以後有空，喜愛吃甜點。結識她以後，卡爾被送入醫院後不會被沒收武器。好感度達到50%以後，可以她家旁邊的靈車“Hearse”。達到100%以後獲得醫生服裝。
- 芭芭拉• 斯藤瓦特 Barbara Schternvart

女警，居住在位於提野拉珞巴拉的埃爾奎布拉多的小鎮警察局上。已離婚並育有兩名子女，喜愛肥胖的男人，不喜歡飆車。玩家可以在El Quebrados的州長停車場結識她。結識她以後，卡爾被警察逮捕後不會被沒收武器和防彈衣，且不必繳納保釋金。午夜12點以後有空，喜愛吃甜點。好感度達到50%以後，可以駕駛她家門口的警車“Ranger”。好感度達到100%可以獲得警服。
注：收集全部50個貝殼後，女友就不會在意卡爾的體型了。